# 怪物 (衛斯理)
《怪物》是為科幻小說衛斯理系列的其中一本小說，編號72，作者為倪匡。該作品於1990年2月24日至同年6月8日刊登在《明報》副刊中，不久後出版成書。該書於1990年正式出版，第二版於1997年正式出版。

## 故事大綱
此集以一種暗示的方法呼應了玩具故事線的劇情，並影響人類的未來世界最後結局。
雙生的良辰美景某天帶著雙生子陳宜興和陳景德來找衛斯理。陳氏兄弟告訴衛斯理他們兩人能互相感受到對方的具體感覺，比如兄長被蚊子叮到後，另一人也會在同一位置中感到癢，故此認為自己是怪物。對此，衛斯理認為他們杞人憂天，因此加以解釋後就沒有理會，而兩兄弟也得此離開。其後，衛斯理接到好友陶啟泉的來電，當中他更聽到陶啟泉正和警官黃堂罵戰。
因此，衛斯理來到陶啟泉的辦公室。原來，陶啟泉的八位骨幹手下均同時不知所終，當中的部份人是在陳氏兄弟的「雙子大廈」中失蹤，故陶啟泉認為這是一場陰謀。然而，這離奇的事件被警方接手後，黃堂認為這事由警方處理則可，可是陶啟泉卻認為衛斯理更勝一籌，但黃堂認為無需讓衛斯理知道，因而兩人發生了衝突。最後，三人達成協定：警方和衛斯理分別調查此事。。
然而，衛斯理決定到「雙子大廈」與黃堂等人一同調查。良辰美景向陳氏兄弟問道他們的大廈到底有多大，他們回答大廈就如一團皺了的紙——有的地方可以看到；有的無法看到，且要徹底的搜查是不可能的事，因為負責管理大廈的電腦已漸漸的脫離人類的操縱。換而言之，就是大廈的電腦因某原因「吞」了失蹤者。
隨後，陳氏兄弟又提到他們的大廈在有人無故失蹤前已有至少三件物件失蹤，分別為文件、清潔工具和四噸的廢紙。對此，良辰美景認為是大廈的電腦互相串通「作反」，而電腦和人類之間的戰爭已經結束，電腦大勝；人類大敗，因此應該棄置一切電腦科技。不久後，黃堂派來了兩頭警犬，並打算到二十五樓的會議室——失蹤者在登入升降機前最後一個到過的地方（兩位失蹤者都在升降機中失蹤），其間，眾人於升降機中發生混亂。
原來，與衛斯理等人在同一台升降機的是一位重要的阿拉伯商人，他本來是乘搭「專用升降機」的，卻因該升降機「壞了」而與眾人乘同一台升降機。混亂過後，眾人到達會議室，兩頭警犬在搜索過後快速的衝進升降機中，此時，升降機門關起，但兩位警員依然拉著繫在牠們脖子的狗帶，使牠們死於升降機之中。對於這兩件意外，眾人均表示這是電腦製造出來的，目的是阻礙眾人進行調查。隨後，良辰美景提議捨棄大廈，但陳氏兄弟認為只是局部停止電腦的運作則可即能檢查升降機，又可令大廈繼續正常運作，達到雙贏局面。
然而，陳氏兄弟和良辰美景卻計劃分開行事：兩方各派一人一同乘搭升降機，而其餘二人則在操控室中監察和感受二人，但這事被衛斯理加以反對。因此，陳氏兄弟和良辰美景只能押後計劃。未幾，衛斯理和黃堂找到了管理主任問話，卻發現他有所隱瞞，於是被黃堂帶到警署問話。及後，黃堂和管理主任在離開時卻被升降機門抓著，而管理主任卻早一步乘升降機逃走。黃堂得救後，衛斯理認為管理主任與電腦互相勾結。
就在眾人討論這「意外」時，陳氏兄弟收到控制室的報告——管理主任從升降機頂部的小門向外攀去，而且升降機這時正在下降。陳氏兄弟下令中斷升降機的電力。這時，升降機停留在二十六層與二十七層之間，故此，陳氏兄弟和衛斯理等人到升降機調查，卻發現了管理主任和兩位於「雙子大廈」的失蹤者都在升降機槽下，且只能眨眼。於是，黃堂通知其他於不同大廈進行搜尋的警員，結果皆發現失蹤者都位於升降機槽下。
為此，他們找到副主任成金潤協助，他表示大廈的電腦是被電腦病毒入侵，而且無法消除，最終令電腦變得「畸形」。未幾，陶啟泉和他的手下來大廈找他，可是，陶啟泉卻比他的手下更早出現於眾人面前，這也代表他的手下也在升降機槽下。
於是，衛斯理來到醫院，觀看九位受害者，醫生對衛斯理表示他們的腦部無法運動。及後，衛斯理想再向成金潤了解更多，於是到他的居所中，卻發現他住在極為僻遠的野區，而且與他同居的人均不使用任何如電燈、風扇等科技產品。原來，和成金潤同住的均為電腦博士，他們都發現人類實在太依賴電腦，電腦將會有一天取代人類，令人類成為它們的工具。同時，成金潤又認為九位受害者是因為被電腦的電流攻擊而造成催眠效應使他們神志不清，走到升降機槽下；九位受害者沒有知覺是由於電腦搶走了他們的知識。
衛斯理回家後，良辰美景和陳氏兄弟上門拜訪。他們告訴衛斯們已執行了之前的計劃——各派他們中的一人一同乘搭升降機，而其餘二人則在操控室中利用雙胞胎心電感應感受二人。結果兩人果然又走到升降機槽下、知識被奪成為癡呆，而其餘的兩人則感到對方知識被奪時似被吸走靈魂般。最終，受害者又增加了兩人但在最後眾人的討論中有一種期待誕生，也就是電腦吸收越多人類的意識，反而也給自己埋下炸彈，這些人類意念可能在有一天電腦消滅人類時在電腦內起義，破壞計畫。
之後良辰美景和陳氏兄弟出發尋找原振侠传奇故事《变幻双星》之中描述的古老王朝後裔，他們有人類心靈互通的增強技術，只要利用技術將另一半的記憶灌回到癡呆的兩人中，便能復原，但也只能用在雙胞胎上，這也就是他們實行計畫的後備方案，即使最糟狀態出現也有恃無恐。

## 相關人物
- 衛斯理
- 良辰美景
- 陳氏兄弟
- 黃堂
- 陶啟泉
- 成金潤
- 管理主任

## 廣播劇
- 大陸廣州電台於2004年起以粵語首播衛斯理廣播劇，由主播講出《怪物》故事。
  - 主播:吳克
  - 合共22集

## 資料來源
以下內容以香港明窗出版社作準：
1. ↑  .   [2012-02-20]. （原始内容存档于2012-04-05）.
2. ↑  怪物 – 第一部 – P.9-15
3. ↑  怪物 – 第一部 – P.15-17
4. ↑  怪物 – 第二部 – P.18-20
5. ↑  怪物 – 第二部 – P.21-34
6. ↑  怪物 – 第三部 – P.38-51
7. ↑  怪物 – 第四部 – P.52-62
8. ↑  怪物 – 第四部 – P.62-65
9. ↑  怪物 – 第五部 – P.70-86
10. ↑  怪物 – 第六部 – P.70-86
11. ↑  怪物 – 第七部 – P.106-108
12. ↑  怪物 – 第七部 – P.111-115
13. ↑  怪物 – 第七部 – P.118-121
14. ↑  怪物 – 第八部 – P.122-124
15. ↑  怪物 – 第八部 – P.124-126
16. ↑  怪物 – 第八部 – P.127
17. ↑  怪物 – 第八部 – P.129-136
18. ↑  怪物 – 第九部 – P.141-142
19. ↑  怪物 – 第九部 – P.146-156
20. ↑  怪物 – 第十部 – P.157-164
21. ↑  怪物 – 第十一部 – P.186-190
22. ↑  怪物 – 第十二部 – P.191-207
23. ↑  怪物 – 第十三部 – P.209-224
24. ↑  怪物 – 第十四部 – P.227-240

| 前任者： 071 拼命 | 衛斯理系列（按編號） 072                             | 繼任者： 073 探險 |
| 前任者： 拼命     | 衛斯理系列（按連載時序） 1990年2月24日至1990年6月8日 | 繼任者： 探險     |